# Colpotrochia trifasciata
Colpotrochia trifasciata är en stekelart som först beskrevs av Cresson 1864.  Colpotrochia trifasciata ingår i släktet Colpotrochia och familjen brokparasitsteklar. Inga underarter finns listade i Catalogue of Life.